# 飛行系統2020
飛行系統2020（瑞典語：Flygsystem 2020）是瑞典紳寶集團於2005年斥資啟動的隱形戰鬥機項目，目標是在2020年完成研發隱形戰鬥機，以替換JAS 39獅鷲戰鬥機。

## 概述
自二戰後瑞典一直致力支持紳寶集團為其堅固而獨立的航空工業體系，為瑞典國防提供堅固的力量。在多次的研發戰鬥機經驗積累下，紳寶集團的下一個目標將會是研發第五代戰鬥機，而該項目將會是繼JAS 39獅鷲戰鬥機之後的新一代戰鬥機項目，繼續為瑞典提供堅固的空中力量。
在現今國際軍火市場中，不論美國抑或俄國等傳統列強獲得銷售訂單都一直在縮少，然而瑞典紳寶集團的JAS 39獅鷲戰鬥機憑著其性價比高的優勢得到不少訂單，包括最新一筆來自巴西的訂單。然而在戰機正趨向新一代的過程中，瑞典要在軍火市場保持其優秀就必須研發新一代的戰機，而在這種因素下誕生的便是飛行系統2020。
除此之外，飛行系統2020也將會成為瑞典空軍新一代的戰鬥機，以繼續防衛瑞典。

### 與他國合作
瑞典一國的經濟難以支撐新一代的戰鬥機發展，因此紳寶集團曾經邀請過不少沒有參與聯合攻擊戰鬥機計劃的國家合作投資項目，包括韓國、芬蘭、中華民國等，然而都不了了之。

#### 與土耳其的合作
在土耳其總統阿卜杜拉·居爾於2013年3月13日訪問瑞典期間，曾經與瑞典方面洽談有關合作研發土耳其的TFX的細節。其後土耳其官員一直多次與紳寶集團洽談，並簽訂了一項《技術援助協議》，以向土耳其的TFX提供技術援助。而在紳寶集團的協助下，土耳其已經提出了有關未來戰鬥機TFX的多種方案。
兩國這次的合作，令飛行系統2020存在新的可能性。

## 設計
紳寶集團的研究團隊曾經在影片分享網站公開展示飛行系統2020的機身設計和縮比模型。在公開的片段中可以大約得知飛行系統2020的機身構造。

### 機身構造
飛行系統2020的機身採用隱蔽武器艙設計，以將導彈、炸彈等彈藥均隱藏於機身內。而機身主翼將會承襲JAS 39獅鷲戰鬥機的設計，採用鴨翼與三角翼的設計，在這設計上飛行系統2020將能保持獅鷲戰鬥機的優良機動性與短距起降能力。尾翼會使用類似YF-23戰鬥機的V型設計，並向外傾斜以達致良好的隱形效果。